# Stor skallesluger
Stor skallesluger (Mergus merganser) er en omkring 66 centimeter stor fugl, der tilhører familien af egentlige andefugle. Den yngler i søer og floder i skovområder af Europa, det nordlige og centrale Asien samt Nordamerika.
Stor skallesluger er en stor and, der gerne yngler i hule træer nær vandet, hvor den lever af fisk, der typisk har en størrelse op til cirka 10 centimeter. Hannen er i pragtdragt fra oktober til maj let kendelig på sin hvide underside med rosa skær og mørkegrønne hoved med rødt næb.

## Kendetegn
Hannen er umiskendelig med dens langstrakte krop, lyse fjerdragt med laksefarvede skær, mørke hoved, røde ben og røde næb med tydelig krog. Hunnen har en grålig fjerdragt med lyse områder der ligesom hannen har laksefarvet skær. Hunnens kastanjebrune hoved har en tydelig top, mens afgrænsningen mellem hoved og hals er tydelig.

### Forveksling
Hunnen kan forveksles med hun af toppet skallesluger, som dog mangler den skarpe overgang mellem den brune hals og det hvidlige bryst.

## Stor skallesluger i Danmark
I Danmark ses stor skallesluger almindeligt i vinterhalvåret i søer og fjorde og langs kysterne. De største flokke ses i Arresø, Roskilde Fjord, Isefjorden og Limfjorden.
Arten er en sjælden ynglefugl i den sydlige del af landet, bl.a. i området omkring Sønderborg, på det sydlige Sjælland, Lolland-Falster og Møn. I 2007 blev bestanden anslået til mellem 51 og 65 par. Ynglebestanden er vurderet som sårbar på den danske rødliste.